# محوطه رزه
محوطه رزه در شهرستان درمیان، روستای رزه واقع شده و این اثر در تاریخ ۱۰ خرداد ۱۳۸۲ با شمارهٔ ثبت ۸۹۴۸ به‌عنوان یکی از آثار ملی ایران به ثبت رسیده است.